# Penicillium paxilli
Penicillium paxilli är en svampart som beskrevs av Bainier 1907. Penicillium paxilli ingår i släktet Penicillium och familjen Trichocomaceae.   Inga underarter finns listade i Catalogue of Life.